# Acidosasa edulis
Espèce
Acidosasa edulis est une espèce de plantes monocotylédones de la famille des Poaceae, sous-famille des Bambusoideae, originaire de Chine.
Ce sont des bambous vivaces, rhizomateux, aux rhizomes allongés (leptomorphes) et aux tiges (chaumes) ligneuses, vertes et glabres, pouvant atteindre 12 mètres de long et 60 mm de diamètre.
Récolte estivale des turions.